# Arpedium quadrum
Arpedium quadrum är en skalbaggsart som först beskrevs av Johann Ludwig Christian Gravenhorst 1806.  Arpedium quadrum ingår i släktet Arpedium, och familjen kortvingar. Arten är reproducerande i Sverige.